# Mariano Tur de Montis
Mariano Tur de Montis (Ibiza, Baleares, 1904 - ibídem, 1994), fue un pintor español.
Hijo del general ibicenco Juan Tur y Palau, de antigua familia patricia de la isla, y de Cristina de Montis y Von der Klee. Pintor de Ibiza que sintió gran admiración por los clásicos españoles y la influencia de la pintura centro europea de finales del siglo XVIII y principios del XIX y en especial, la del pintor Manuel Benedito. 
Recibió múltiples alabanzas en sus diversas exposiciones artísticas no sólo en Ibiza, sino también en Palma de Mallorca, Mahón, Barcelona, Madrid y en capitales como Londres o París.

## Biografía
Con tan sólo quince años tuvo la decisión de ir al encuentro de Sorolla – cuando éste se encontraba pintando “Los contrabandistas” en las proximidades de su mansión familiar- para saber qué opinión le merecía el primer retrato que había realizado de su madre. Pocos años después, y sin duda animado por la elogiosa contestación recibida, ya superaba con éxito los sucesivos tamices de la crítica artística, hasta llegar a destacar con el estilo “sutil y aristocrático” que le caracterizó, en certámenes tan relevantes como la Exposición Nacional de Bellas Artes o en el Salón de París.
Profundizando en su biografía es posible reconocer los principales factores que irían convergiendo en esa rápida y justificada progresión: el propio ambiente cultural y artístico que le rodeó desde su nacimiento. La preparación específica con la que su refinada madre encauzó sus cualidades innatas y acusada sensibilidad. Así como, y, sobre todo, su propia necesidad de crear belleza. Pese a licenciarse brillantemente en Derecho, asistió a la Academia de Bellas Artes de Sant Jordi en Barcelona, complementando su formación en Roma, Florencia y París.

### Los primeros éxitos
En la temprana fecha de 1925, la prensa local se complacía transcribiendo las reseñas de que había sido objeto su exposición en las Galerías Layetanas de Barcelona, y en las que tuvo lugar la adquisición por una de sus obras “Frivolidades” para el Museo de Arte Moderno de Palermo (Sicilia). 
Tras participar en 1926 en el Salón de Otoño de Palma de Mallorca, junto con Narcís Puget Viñas, y en 1929 en la Exposición Permanente del Arte de Levante, llegaría una de sus emblemáticas satisfacciones: las alabanzas que el propio rey Alfonso XIII le dedicara al detenerse ante su cuadro Céfora, cuadro en el que su hermana Guadalupe Tur de Montis hizo de modelo, durante la Exposición Nacional de Bellas Artes, celebrada en Madrid. Óleo que igualmente mereció atención en la prestigiosa revista La Esfera que le dedicó la portada de su número 20 del 5 de julio de 1930, o la revista francesa La Revue Moderne. En la revista Arte y Hogar- en su número 56, el Marqués de Lozoya director general de Bellas Artes escribió un  bonito elogio del pintor y su obra  en el reportaje fotográfico dedicado a la hermosa y elegante Casa de los Tur de  Ibiza.
Fue precisamente, en 1930, cuando Tur de Montis comenzaría a relacionarse amistosa y profesionalmente, con un grupo selecto de pintores, tanto españoles (Pla, Rigoberto Soler, Amadeo Roca y Laureano Barrau) como extranjeros (Bruno Beran y el pintor húngaro Philip Lászó y Josef Sperber), que incidirían favorablemente en su vida social, cultural y artística.de América.

### Estilo.
No renunció al retrato masculino (como se observan en el retrato dedicado a su tío, Bartolomé de Roselló o el que le dedica al tenor Federico de Lavilla) fueron los del sexo femenino y correspondientes a la burguesía y a la alta sociedad, los que idóneamente le sirvieron para expresar los delicados principios de su pintura. Bruno Beran, le definió una vez como el pintor de la elegancia o la refinada gestualidad de las que los caracterizaba "con un delicioso abandono de tristeza decadente" en palabras de 'M. F. Massanet. 
Si su nivel cultural y dominio de seis idiomas fueron otras de las condiciones que le abrieron a todos los cambios y horizontes estéticos que franqueaban las puertas del arte contemporáneo, su pertenencia a una acomodada familia le procuró también la vivencia simultánea de lo urbano y lo rural. Por este motivo fue habitual que sus retratos de sofisticadas damas de la alta sociedad se expusieran junto con las de aquellas otras damas del campo ibicenco. Para las primeras supo reflejar la delicadeza de los tejidos que las envolvían, para estas otras se enorgullecía captando las joyas de plata y coral u oro que, con más marcado y ostentoso sabor popular, enriquecían sus trajes de gala. Sus modelos preferidas fueron su hermana Guadalupe y una joven payesa de Formentera que trabajaba en Ibiza de la que sólo conocemos el nombre: Carmen. Pintó además durante su estancia en la ciudad condal muchos retratos de la burguesía catalana. Como anécdota, cabe recordar los dos cuadros maravillosos que le pintó a la millonaria americana Mary Delver a cambio de una imponente piel de oso polar.
En la década de los 70 compaginaría el retrato con los cuadros de flores, pudiéndose ver cargado de cinias, girasoles, gladiolos, subiendo por las empinadas cuestas de la ciudad amurallada.

### Su casa-museo y los últimos años
Esa conjunción de lo urbano y lo popular reflejada en su pintura, constituye una muestra del espíritu ecléctico con que, fundamentalmente desde los 40 hasta los 60, desarrolló otra faceta de su personalidad: la de aumentar el patrimonio familiar con la adquisición de obras de arte y otras diversas piezas, hasta convertir su residencia solariega de la Calle Pedro Tur 3, en un selecto museo de casi obligada visita para cuantas personalidades (Soraya de Persia, María Callas, Errol Flynn, Camilo José Cela…) visitaban la isla. 
La casa, que data del siglo XVII, es en la actualidad la sede del Colegio Oficial de Arquitectos de Ibiza y Formentera.
Años después, rompería sus anteriores moldes y, contagiado por el espíritu de libertad que se respiraba en la isla, modificaría la decoración de su Casa-palacio. Pasó los años finales de su vida en Barcelona, al cuidado de su sobrina Guadalupe Llobet y Tur de Montis pero quiso morir en la isla, falleciendo el 27 de junio de 1994. 
El Ayuntamiento de Ibiza le dedicó una calle de Dalt Vila, cercana a la casa en la que había nacido: la blasonada Casa Balanzat o de La Portella, muy cerca de la catedral. En 2012 se celebró una exposición retrospectiva con el título “Retratos. Mariano Tur de Montis”, en la Sala de Cultura de “Sa Nostra”, organizada por su sobrino Luís Llobet y Tur de Montis y Rafael Gil Salinas.
Otros trabajos ajenos a la labor principal deben estar descrito en la sección "Vida personal".